# Athletic Club 1984-1985
Questa voce raccoglie le informazioni riguardanti l'Athletic Club nelle competizioni ufficiali della stagione 1984-1985.

## Stagione
- Primera División: 3°
- Copa del Rey: Dopo aver eliminato l'Eibar al primo turno (1-1 e 5-1), l'Alcoyano al secondo turno (doppia vittoria 0-1 e 5-0), l'Alavés al terzo (0-0 e 2-1), il Real Madrid negli ottavi (sconfitta 1-0 e vittoria 2-0), la Real Sociedad nei quarti (vittoria 2-0 e sconfitta 2-1) ed il Betis Siviglia in semifinale (vittoria 2-0 e sconfitta 1-0), l'Athletic perde la finale contro l'Atlético Madrid per 2-1.
- Coppa dei Campioni: Nel primo turno i baschi sono estromessi dai francesi del Bordeaux (3-2 e 0-0).

## Rosa
| N. |                   | Ruolo | Calciatore               |
| -- | ----------------- | ----- | ------------------------ |
|    | Spagna (bandiera) | P     | Carlos Meléndez          |
|    | Spagna (bandiera) | P     | Francisco Javier Alonso  |
|    | Spagna (bandiera) | P     | Andoni Zubizarreta       |
|    | Spagna (bandiera) | D     | Patxi Ferreira           |
|    | Spagna (bandiera) | D     | Genar Andrinua           |
|    | Spagna (bandiera) | D     | Fernando Javier González |
|    | Spagna (bandiera) | D     | Iñigo Lizarralde         |
|    | Spagna (bandiera) | D     | Patxi Bolaños            |
|    | Spagna (bandiera) | D     | José María Núñez         |
|    | Spagna (bandiera) | D     | Santiago Urquiaga        |
|    | Spagna (bandiera) | D     | Luis de la Fuente        |
|    | Spagna (bandiera) | D     | Íñigo Liceranzu          |
|    | Spagna (bandiera) | D     | Andoni Goikoetxea        |
|    | Spagna (bandiera) | D     | Patxi Salinas            |
|    | Spagna (bandiera) | C     | Miguel de Andrés         |
|    | Spagna (bandiera) | C     | Juan José Elgezabal      |
|    | Spagna (bandiera) | C     | Joseba Agirre            |

| N. |                   | Ruolo | Calciatore           |
| -- | ----------------- | ----- | -------------------- |
|    | Spagna (bandiera) | C     | Joseba Rementeria    |
|    | Spagna (bandiera) | C     | José Ramón Gallego   |
|    | Spagna (bandiera) | C     | Miguel Ángel Sola    |
|    | Spagna (bandiera) | C     | Luis Fernando        |
|    | Spagna (bandiera) | C     | Ismael Urtubi        |
|    | Spagna (bandiera) | A     | Estanislao Argote    |
|    | Spagna (bandiera) | A     | Félix Sarriugarte    |
|    | Spagna (bandiera) | A     | Ricardo Arrien       |
|    | Spagna (bandiera) | A     | José María Noriega   |
|    | Spagna (bandiera) | A     | Julio Salinas        |
|    | Spagna (bandiera) | A     | José María Agiriano  |
|    | Spagna (bandiera) | A     | Juan Carlos de Diego |
|    | Spagna (bandiera) | A     | José Luis Sarabia    |
|    | Spagna (bandiera) | A     | Dani                 |
|    | Spagna (bandiera) | A     | Manuel Sarabia       |
|    | Spagna (bandiera) | A     | Endika Guarrotxena   |

### Staff tecnico
- Allenatore:  Javier Clemente

Come da politica societaria la squadra è composta interamente da giocatori nati in una delle sette province di Euskal Herria o cresciuti calcisticamente nel vivaio di società basche.

## Statistiche

### Statistiche dei giocatori
| Presenze - 33: Zubizarreta - 31: Urquiaga, Goikoetxea - 30: Gallego, Sarabia, Liceranzu, De Andrés - 28: Urtubi, Julio Salinas - 27: Noriega - 25: Patxi Salinas - 20: Guarrotxena - 19: Sola - 17: Núñez - 15: De la Fuente - 14: Dani, Argote - 2: Elgezabal, Arrien - 1: Agiriano, Agirre, Alonso, Andrinua, Diego, Luis Fernando, Ferreira, Javier González, Lizarralde, Rementeria, Sarabia II, Sarriugarte - 0: Bolaños, Meléndez | Marcatori - 8: Julio Salinas, Dani - 5: Noriega - 4: Urtubi - 3: Goikoetxea - 2: Sola, Guarrotxena, Argote - 1: De Andrés, Gallego, Sarabia |